# Pere Mas Oliver
Pedro Mas Oliver (Palma, 1926 - 1991) fou un tinent coronel mallorquí que fou l'ajudant de Milans del Bosch quan aquest tragué els tancs al carrer a València durant el cop d'estat del 23 de febrer de 1981.
La seva història és la d'una fidelitat sense fissures al seu cap, en funció de la qual va oferir la seva casa del carrer General Cabrera de Madrid per a les reunions del capità general de València amb diversos dels conjurats. Processat per aquests fets, va ser condemnat pel CSJM a tres anys, pena que el Tribunal Suprem va elevar a sis.